# 글로벌세계대백과사전
《글로벌 세계대백과사전》(-世界大百科事典)은 2004년 도서출판 범한에서 출판한 백과사전으로, 다음(지금의 카카오)이 GFDL과 CC BY-SA 3.0 Unreported 라이선스를 사들여 2008년 11월 4일 한국어 위키백과에 기증했다.

## 역사
《글로벌 세계대백과사전》
2004년 도서출판 범한, 중앙교연에서 발행한 백과사전으로 1,500여 명의 집필자들이 참여하여 다양한 정보를 138,000여 항목에 담았다. 68,000여 개의 원색 사진 자료와 컬러 그래픽 삽화·도표, 7,000여 종의 동·식물, 탐구학습과 생물자연 관찰, 통계 자료, 행정, 교육 지도 등과 시사, 한국 내 및 국제 정세를 수록하였다.
《밀레니엄 대백과사전》
2000년에 범한에서 출간되었다. 색인이 수록된 2권을 포함하여 총 32권으로 구성되어 있으며, 내용은 《글로벌 세계대백과사전》과 같거나 유사하다.
《21세기 세계대백과사전》
1999년에 범한에서 출간되었다. 색인이 수록된 2권을 포함하여 총 32권으로 구성되어 있으며, 내용은 《밀레니엄 세계대백과사전》과 거의 같다.
《대세계백과사전》
1972년 태극출판사에서 출간되었다. 총 16권으로 되어 있으며, 내용의 많은 부분이 《글로벌 세계대백과사전》에 반영되었다.

## 2004년판 글로벌 세계대백과사전의 서지 정보
모두 30권으로 되어 있다. 각권의 제목 및 국제 표준 도서 번호는 다음과 같다.
1. 언어I·한국 문학·논술 - ISBN 89-8048-314-7
2. 언어II·세계 문학·논술 - ISBN 89-8048-315-5
3. 한국사 - ISBN 89-8048-316-3
4. 세계사 - ISBN 89-8048-317-1
5. 한국지리 - ISBN 89-8048-318-X
6. 세계지리 - ISBN 89-8048-319-8
7. 사회I·문화재 - ISBN 89-8048-320-1
8. 사회II·가정 - ISBN 89-8048-321-X
9. 정치 - ISBN 89-8048-322-8
10. 경제 - ISBN 89-8048-323-6
11. 수학·물리·화학·실험 - ISBN 89-8048-324-4
12. 생물I·동물·인체 - ISBN 89-8048-325-2
13. 생물II·식물·관찰 - ISBN 89-8048-326-0
14. 컴퓨터·환경·첨단·지구과학 - ISBN 89-8048-327-9
15. 기술·통신 - ISBN 89-8048-328-7
16. 문화·민속 - ISBN 89-8048-329-5
17. 예술·스포츠·취미 - ISBN 89-8048-330-9
18. 한국음악 - ISBN 89-8048-331-7
19. 세계음악 - ISBN 89-8048-332-5
20. 한국미술 - ISBN 89-8048-333-3
21. 세계미술 - ISBN 89-8048-334-1
22. 교육 - ISBN 89-8048-335-X
23. 동양사상 - ISBN 89-8048-336-8
24. 세계사상 - ISBN 89-8048-337-6
25. 종교·철학 - ISBN 89-8048-338-4
26. 법률 - ISBN 89-8048-339-2
27. 통상·산업 - ISBN 89-8048-340-6
28. 금융·경영 - ISBN 89-8048-341-4
29. 시사 - ISBN 89-8048-342-2
30. 인명사전 - ISBN 89-8048-343-0

## 같이 보기
- 위키백과:다음 글로벌 세계대백과사전
- 대세계백과사전
- 두산세계대백과사전
- 파스칼세계대백과사전
- 브리태니커 백과사전